# ドゥクフォー
ドゥクフォー（ベトナム語：Thị xã Đức Phổ / 市社德普?）は、ベトナム社会主義共和国クアンガイ省の市社（町）である。

## 行政区画
以下の8坊7社から構成される。
- グエンギエム坊（Nguyễn Nghiêm / 阮嚴）
- フォーホア坊（Phổ Hòa / 普和）
- フォーミン坊（Phổ Minh / 普明）
- フォーニン坊（Phổ Ninh / 普寧）
- フォークアン坊（Phổ Quang / 普光）
- フォータイン坊（Phổ Thạnh / 普盛）
- フォーヴァン坊（Phổ Văn / 普文）
- フォーヴィン坊（Phổ Vinh / 普榮）

- フォーアン社（Phổ An / 普安）
- フォーチャウ社（Phổ Châu / 普洲）
- フォークオン社（Phổ Cường / 普強）
- フォーカイン社（Phổ Khánh / 普慶）
- フォーニョン社（Phổ Nhơn / 普仁）
- フォーフォン社（Phổ Phong / 普豐）
- フォートゥアン社（Phổ Thuận / 普順）